# 吳紹詩
吳紹詩（1699年—1776年），字二南，號蟻園，山東海豐人，清朝政治人物、法學家，官至刑部尚書、禮部尚書。

## 生平
雍正二年（1724年），吳紹詩經其伯父吳象寬推舉應詔，分配到刑部學習。雍正十二年（1734年），授七品京官，負責刑部湖廣司事務。乾隆元年（1736年），作爲纂修官參與修訂《大清律例》。乾隆六年（1741年）起，歷任刑部主事、刑部郎中、甘肅鞏昌府知府、陝西督糧道。後陝甘總督永常彈劾吳紹詩侵占帑銀，導致他被革職並發配軍臺效力。適逢其母病重，朝廷准其回鄉盡孝。乾隆二十二年（1757年），乾隆帝南巡時他在德州、泰安接駕。此後被重新起用，歷任貴州督糧道、雲南按察使、甘肅按察使、甘肅布政使。乾隆三十一年（1766年），升刑部右侍郎。旋改任兵部侍郎兼都察院右副都御史，外放江西巡撫。乾隆三十四年（1769年），升刑部尚書，旋調禮部尚書，但很快就因巡撫任內沒有及時奏報災情而被革職。次年，因其精通律例而重新起用爲刑部郎中，不久又升刑部右侍郎。乾隆三十七年（1772年），調任吏部右侍郎。乾隆三十九年（1774年），75歲的吳紹詩告老還鄉。乾隆四十一年（1776年）乾隆帝東巡時他在德州接駕，獲恩賜尚書銜，誥授榮祿大夫。同年去世，終年78歲，諡恭定。

## 家庭
吳紹詩爲海豐吳氏第十三世，祖父吳自肅爲康熙三年（1664年）甲辰科進士，父親吳象默。有子吳垣、吳壇。兩人皆繼承家學，精通刑律。長子吳垣爲乾隆十七年（1752年）壬申科舉人，官至湖北巡撫。次子吳壇（吳紹謨嗣子）爲乾隆二十六年（1761年）辛巳恩科進士，官至江蘇巡撫。

## 延伸閱讀
[在维基数据编辑]
 《清史稿/卷321》